# Antilles néerlandaises aux Jeux olympiques d'été de 2004
Les Antilles néerlandaises ont envoyé 3 athlètes aux Jeux olympiques de 2004 à Athènes en Grèce.

## Résultats

### Athlétisme
100 m homme :
- Churandy Martina : 24e place au classement final

200 m homme :
- Geronimo Goeloe : 43e place au classement final

### Natation
Individuel :
- Eddy Stibbe : 53e place au classement final

## Officiels
- Président : William Millerson
- Secrétaire général : Franklin Mathilda